# Мальва лесная
Мальва лесная, или Просвирник лесной (лат. Malva sylvestris) — растение семейства Мальвовые, вид рода Мальва.

## Распространение и экология
Ареал вида включает в себя южную половину европейской части России, Крым, Кавказ, Среднюю Азию, Западную Европу, Северную Африку, Малую Азию, Северо-Западную Индию.
Произрастает в зарослях кустарников, светлых лесах, парках, садах, пустынях, сорное в хлебах, по окраинам полей, дорог, у заборов, в Средней Азии заходит в саксаульники.

## Ботаническое описание

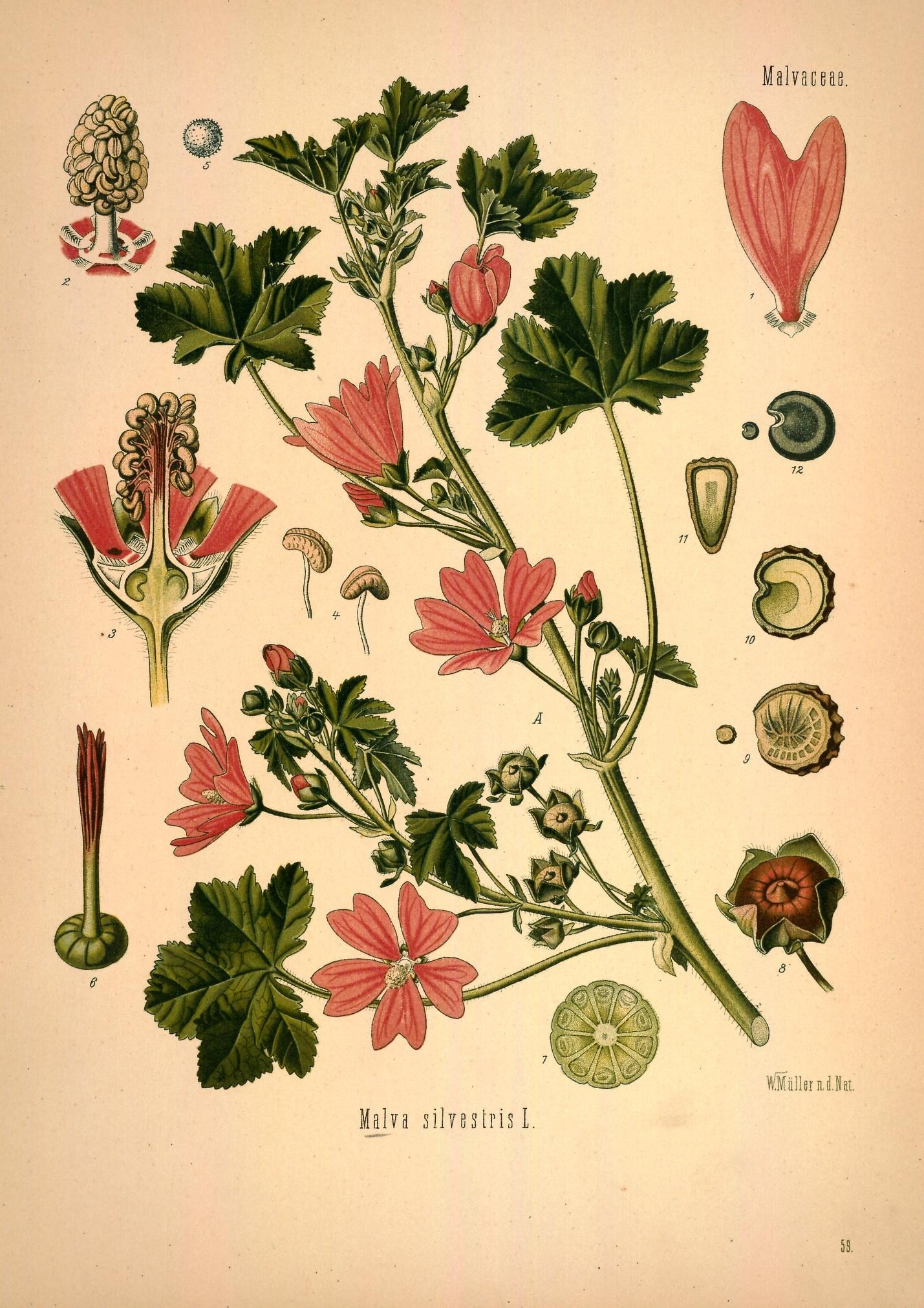
.

Это двулетнее травянистое растение высотой 30-120 см. Стебель прямой, в основном ветвистый, обычно покрыт рассеянными волосками.
Листья на длинных черешках, по краям городчато-зубчатые, с округлыми пяти—семилопастными пластинками. Прилистники ланцетовидные, бледно-зелёные, по краям длиннореснитчатые.
Цветков обычно несколько (иногда один). Они находятся в пазухах листьев. Подчашие состоит из продолговато-овальных листочков, по краям реснитчатых. Чашечка почти до середины разделена на треугольные доли, вблизи плодов несколько разрастается. Венчик розового цвета. Он в 3-4 раза больше чашечки, лепестки длиной до 2,5 см, обратнояйцевидные, глубоковыемчатые. 

Формула цветка: {\displaystyle \ast K_{3+(5)}\;C_{5}\;A_{\infty }\;G_{({\underline {\infty }})}}
 

Плоды составные, состоящие из 10-13 голых, на спинках сетчато-морщинистых плодиков.

## Химический состав
Анализ молодых листьев без жилок, показал ( Д. И. Лисицин, 1937) содержание в процентах к абсолютно сухому весу: глюкозы 0,44, фруктозы 0,79, фракц. сахарозы 1,10, а всего сахаров 2,25. Содержание витамина С около 0,12% на сырой вес и каротина 12,4 мг%, или 51,1 мг% на абсолютно сухой вес. В семенах содержится жирное масло жёлтого цвета, выход его от 10 до 18%, его иодное число 110,7, кислотное число 4,83, число омыления 190.

## Значение и применение
Известен с глубокой древности, культивировался в садах и огородах у древних греков и римлян как лекарственное и пищевое растение. Как лекарственное растение было известно еще Гиппократу и Галену и ценилось ради богатого содержания слизи во всех частях растения. До сих пор целебные свойства данного вида применяются для тех же целей в народной и отчасти в официальной медицине, как и в античное время.
Как пищевое растение этот просвирник использовался еще древними египтянами, греками и римлянами, на Кавказе до сих пор составляет лакомое блюдо. Его употребляют как салат или шпинат в сыром и отваренном виде; в виде листьев или молодых побегов, а иногда и корней, входит в состав винегретов.
Цветками окрашивают шерсть в черно-синий или серый цвет, синевато-фиолетовый или также серый (по алюминиевой протраве) и темнофиолетовый (по оловянной протраве). Цветы  служат красителем для разных напитков, уксуса, придания более густой окраски некоторым сортам красных вин. Красящие свойства объясняются присутствием в лепестках глюкозида мальвина и диглюкозида мальвидина.
При надоедливом сухом кашле и катарах рекомендуется пить настой из цветов лесной мальвы (30-60 г на 1 л кипятка). Настой можно дополнить цветами гречихи, мать-и-мачехи, дикого мака (все в равных долях). 50 г смеси трав залить 1 л кипятка и настаивать в тепле целую ночь. Выпить как чай за день в 5-6 приемов.
|                      |  |
| Цветки мальвы лесной |  |